# آخرین خروجی به بروکلین
«آخرین خروجی به بروکلین» (انگلیسی: Last Exit to Brooklyn) یک رمان آمریکایی جسورانه از هوبرت سلبی جونیور است که سال ۱۹۶۴ منتشر شد و مورد تحسین منتقدان قرار گرفت اما به‌خاطر پرداختن به موضوعات تابو همچون همجنس‌گرایی، مواد مخدر و تجاوز گروهی جنجال بسیار برانگیخت.